# Tabanus ixion
Tabanus ixion är en tvåvingeart som beskrevs av Osten Sacken 1882. Tabanus ixion ingår i släktet Tabanus och familjen bromsar. Inga underarter finns listade i Catalogue of Life.